# Leopold von Ranke
Leopold von Ranke (Wiehe/Unstrut, 21 de dezembro de 1795 — Berlim, 23 de maio de 1886) foi um dos maiores historiadores alemães do século XIX, e é frequentemente considerado como o pai da "História cientifica". Ranke definiu o tom de boa parte dos escritos históricos posteriores, introduzindo ideais de vital importância para o uso do método científico na pesquisa histórica como o uso prioritário de fontes primárias, uma ênfase na história narrativa e especialmente em política internacional (Aussenpolitik) e um comprometimento em mostrar o passado tal como realmente foi (wie es eigentlich gewesen ist).

## Introdução
Ranke nasceu em Wiehe, território à época pertencente à Prússia (atualmente em Unstrut, estado da Turíngia).
Ele foi educado parcialmente em casa e parcialmente no Ginásio de Schulpforta. Em sua tenra idade, desenvolveu uma paixão pelo Grego antigo, pelo Latim e pelo luteranismo que durariam até o fim de sua vida. Em 1814, Ranke ingressou na Universidade de Leipzig, onde cursou os Clássicos (ver ) e teologia luterana. Em Leipzig, Ranke se tornou um expert em Filologia e em tradução dos autores antigos para o alemão. Como estudante, os autores favoritos de Ranke foram Tucídides, Tito Lívio, Dionísio de Halicarnasso, Johann Wolfgang von Goethe, Barthold Georg Niebuhr, Immanuel Kant, Johann Gottlieb Fichte, Friedrich Schelling, and Friedrich Schlegel. Ranke mostrou pouco interesse no trabalho dos historiadores modernos devido ao seu descontentamento com os livros de história, os quais ele considerava como uma mera coleção de fatos amontoados pelos historiadores modernos.
Entre 1817 e 1825, Ranke trabalhou como um professor de Clássicos no Friedrichs Gymnasium em Frankfurt an der Oder. Durante esse período, Ranke desenvolveu o interesse pela História em parte devido ao seu desejo de se envolver no campo em desenvolvimento de uma história mais profissional e em parte devido ao seu desejo de encontrar a mão de Deus nos entrecursos da história.
Iniciando com seu primeiro livro em 1824, o Geschichte der romanischen und germanischen Völker von 1494 bis 1514 (História dos povos latinos e germânicos de 1494 a 1514), Ranke usou uma anormalmente grande variedade de fontes para um historiador da época, incluindo "memorias, diários, cartas pessoais e formais, documentos governamentais, malotes e documentos diplomáticos e testemunhos de primeira mão de testemunhas-oculares." Neste sentido, ele se apoiou sobre as tradições da Filologia mas enfatizou documentos mundanos ao invés de literatura antiga e rara.
Ranke iniciou o seu livro com a afirmação na introdução de que ele iria demonstrar a unidade das experiências dos povos teutônicos da Escandinávia, Inglaterra e Alemanha e dos povos latinos da Itália, Espanha e França através das "respirações" da Völkerwanderung (Grande Migração), das Cruzadas e da colonização, a qual na visão de Ranke, uniu todas essas nações na produção da civilização europeia moderna. Apesar dessa afirmação de abertura, Ranke tratou todos os povos sob examinações em separado até o início das guerras pelo controle da Itália iniciadas em 1494. No entanto, o livro é melhor conhecido pela afirmação de Ranke que a "História escolheu para si o cargo de julgar o passado e instruir o futuro para o benefício das gerações futuras. Para mostrar aos altos oficiais que o presente trabalho não presume: ele busca apenas revelar o que realmente aconteceu". A afirmação de Ranke de que a história deveria adotar o princípio do "wie es eigentlich gewesen" (mostrar aquilo que realmente aconteceu)" é adotado por uma grande quantidade de historiadores como seu princípio-guia e base. Houve vários debates sobre o significado preciso dessa afirmação. Alguns argumentam que wie es eigentlich gewesen significa que o historiador deveria apresentar apenas os fatos da história sem apresentar suas próprias interpretações, enquanto outros argumentam que Ranke quis dizer com sua frase que o historiador deve descobrir os fatos e encontrar os motivos prevalecentes gerais do período relatado sobre a questão que definiu os fatos. Ranke escreveu que o historiador deve buscar pelo "Hieróglifo sagrado", o qual é a mão de Deus na História, mantendo um "olho no universal" enquanto toma "prazer no particular".
Seguindo o sucesso de Geschichte der romanischen und germanischen Völker von 1494 bis 1514, Ranke ganhou um cargo na Universidade de Berlim (atualmente Universidade Humboldt de Berlim). Na Universidade, Ranke se envolveu profundamente na disputa entre os seguidores do professor Friedrich Carl von Savigny, o qual enfatizava as variedades dos diferentes períodos da história e os seguidores do filósofo Georg Wilhelm Friedrich Hegel, que via a história como o desdobramento de uma história universal. Ranke apoiou Savigny e criticou duramente a visão Hegeliana da história, afirmando que a mesma era uma abordagem de uma única medida para diversos valores. Também durante seu tempo em Berlim, Ranke se tornou o primeiro historiador a utilizar os quarenta e sete volumes que compunham os arquivos diplomáticos de Veneza dos séculos XVI e XVII. Ranke preferia fazer uso de fontes primárias em oposição a fontes secundárias. Ranke escreveu posteriormente que "Eu vejo se aproximar o tempo em que nós iremos basear a História moderna, não mais nos escritos, mesmo os dos historiadores contemporâneos, excetuando-se quando os mesmos estiverem em posse de conhecimento pessoal e imediato dos fatos; e ainda menos no trabalho ainda mais remoto em relação a fonte; mas ao invés disso nas narrativas de testemunhas oculares, e em documentos originais e genuínos".
Iniciado em 1831 a pedido do governo Prussiano, Ranke fundou e editou a revista Historisch-Politische Zeitschrift. Ranke, que era um conservador usou a revista para atacar as ideias do Liberalismo. Nos seus artigos "As grandes potências" (1833) e "Diálogo político" (1836) Ranke afirmou que a todo estado é dado por Deus um caráter moral especial e que os indivíduos deveriam se esforçar para melhor realizar o "ideal" de seu estado. Dessa maneira, Ranke conclamava aos seus leitores que se mantivessem leais ao estado Prussiano e rejeitassem as ideias da Revolução Francesa, as quais Ranke acreditava que eram projetadas para a França, e não para a Prússia.
Entre 1834 e 1836 Ranke produziu o multi-volumes Die römischen Päpiste, ihre kirche und ihr Staat im sechzehnten und siebzehnten Jahrhundert (História dos Papas, sua Igreja e Estado). A Igreja Católica Apostólica Romana impediu Ranke por ser Protestante, de consultar os arquivos do Vaticano em Roma, mas baseando-se em documentos privados em Roma e Veneza, Ranke foi capaz de explicar a história do Papado no século XVI. Neste livro, Ranke cunhou o termo Contra-Reforma e ofereceu retratações polêmicas sobre o Papa Paulo IV, Inácio de Loyola, e o Papa Pio V. A Igreja Católica acusou a obra de Ranke de anti-Católica enquanto vários Protestantes afirmaram que o livro de Ranke era demasiadamente neutro. No entanto, Ranke foi geralmente elogiado pela maioria dos historiadores por situar a questão da Igreja Católica no contexto do século XVI e por seu tratamento da complexa interação entre questões políticas e religiosas no século XVI. Em particular, o historiador Católico Britânico Lord Acton defendeu o livro de Ranke como o estudo mais bem pensado, balanceado e objetivo de todos os tempos, sobre o Papado do século XVI. Ranke complementou esse livro com o multi-volumes Deutsche Geschichte im Zeitalter der Reformation (História da Reforma na Alemanha) em 1845-1847. Ranke usou os noventa e seis volumes dos embaixadores na Dieta Imperial em Frankfurt para explicar a Reforma na Alemanha como resultado da política e da religião conjuntamente.[carece de fontes?]
Em 1841, Ranke foi escolhido para o cargo de Historiografista Real da Corte Prussiana. Em 1849, Ranke publicou Neun Bücher preussicher Geschichte (traduzido para o inglês como Memoirs of the House of Brandenburg and History of Prussia, during the Seventeenth and Eighteenth Centuries), onde Ranke examinou as fortunas da família e estado de Hohenzollern da Idade Média ao reino de Frederico o Grande. Vários nacionalistas prussianos se sentiram ofendidos pelo retrato da Prússia narrado por Ranke, no qual ele a descreve como um típico estado alemão de tamanho médio ao invés de uma Grande Potência.
Em uma série de apresentações lecionadas ao futuro Rei Maximiliano II da Baviera, intituladas "Sobre as épocas na História", Ranke argumentou que "toda idade é próxima a Deus". Com isso, pretendia afirmar que todo período da história é único e deve ser entendido através de seu próprio contexto. Ranke rejeitou a abordagem teleológica da história, na qual todo período é inferior ao período que o segue. Com isso, tornou-se o primeiro grande crítico da noção de "progresso". De acordo com a teoria rankeana, a Idade Média não foi inferior ao Renascimento, mas apenas diferente. Na visão de Ranke, o historiador tem que compreender o período em seus próprios termos (os do período tratado), e tentar encontrar apenas as ideias gerais que alimentaram cada período da História. Em Ranke, Friedrich Meinecke viu a expressão suprema do pensamento historicista. De fato, Erich Rothacker (fundador do prestigioso Archiv für Begriffsgeschichte) considerava uma curta passagem do Diálogo político de Ranke como a mais "a mais radical formulação do historicismo". Nela, Ranke afirma que "do particular se chega ao geral, mas do geral não se chega ao particular".
Em 1865, Ranke recebeu o título de nobreza de Barão (Freiherr), em 1882 se tornou um membro do Conselho Prussiano e em 1885 ele ganhou o título de cidadania honorária de Berlim. Em 1884, ele foi escolhido como o primeiro membro honorário da American Historical Association. Após sua aposentadoria em 1871, Ranke continuou a escrever sobre uma variedade de assuntos relacionados à História da Alemanha como as Guerras Revolucionárias Francesas, Albrecht von Wallenstein, Karl August von Hardenberg, e o Rei Frederico Guilherme IV da Prússia. A partir de 1880, Ranke iniciou um gigante trabalho de seis volumes sobre a História do Mundo, a qual começou com o Egito antigo e com os Judeus. Até sua morte em Berlin (1886), Ranke havia alcançado apenas o século XII. Subsequentemente, seus assistentes e orientandos utilizaram suas notas e rascunhos para expandir a série até 1453.

## Metodologia
Como o núcleo de seu método, Ranke não concordava com a ideia de que teorias gerais poderiam fazer recortes através do tempo e espaço. Ao invés disso, ele escreveu sobre o tempo utilizando citações de fontes primárias. Ranke afirmou que "Minha concepção de 'ideias principais' é a de que elas são simplesmente as tendências dominantes em cada século. Tais tendências, no entanto, podem apenas ser descritas; elas não podem, em última instância, somarem-se para formar um conceito." Ranke negou a Filosofia da história, particularmente a praticada por Hegel, afirmando que a mesma ignorava o papel do agente humano na história, o qual era demasiadamente essencial para ser "caracterizado através de apenas uma ideia ou uma palavra" ou "circunscrito por um conceito". Essa falta de ênfase em unificar teorias ou temas fez com que alguns criticassem o seu "empiricismo indiscutível". No século XIX, as obras de Ranke foram bastante populares e suas teorias sobre como um historiador deve trabalhar as fontes foram largamente adotadas pela maioria dos historiadores e tendências historiográficas. No início do século XX, alguns historiadores como E. H. Carr, Fernand Braudel (o qual foi um dos fundadores da Escola dos Annales) consideram as ideias de Ranke ingênuas, tediosas e ultrapassadas. Entretanto, alguns historiadores ainda utilizam as teorias de Ranke, particularmente no campo da História Política, sendo que sua metodologia e técnicas permanecem em uso por quase todos os historiadores profissionais atualmente.

## Obras Selecionadas
- Diálogo político. In: Holanda, Sérgio Buarque de (org). Ranke. São Paulo: Ática, 1979, p. 181-207.
- Historia de los Papas. México: Fondo de Cultura Económica, 2004.
- Die deutschen Mächte und der Fürstenbund (The German Powers and the Fürstenbund, 1871-1872)
- Französische Geschichte, vornehmlich im sechzehnten und siebzehnten Jahrhundert (Civil Wars and Monarchy in France, in the Sixteenth and  Seventeenth Centuries: A History of France Principally During That Period, 1852-1861)
- Geschichte der romanischen und germanischen Völker von 1494 bis 1514 (History of the Latin and Teutonic Nations from 1494 to 1514, 1824)
- Hardenberg und die Geschichte des preussischen Staates von 1793 bis 1813 (Hardenberg and the History of the Prussian State from 1793 to 1813, 1877)
- Neun Bücher preussischer Geschichte (Memoirs of the House of Brandenburg and History of Prussia, During the Seventeenth and Eighteenth Centuries, 1847-1848)
- O conceito de história universal. In: In: Estevão de Rezende Martins (org.). A história pensada. Teoria e método na historiografia europeia do séc. XIX. São Paulo: Contexto, 2010, p. 202-215.
- Sobre las afinidades y las diferencias existentes entre la Historia y la Política. In: Ranke, Leopold von. Pueblos y Estados en la Epoca Moderna. México: Fondo de Cultura Económica, 1986, p. 509-517.
- Sobre las épocas en la Historia. In: Ranke, Leopold von. Pueblos y Estados en la Epoca Moderna. México: Fondo de Cultura Económica, 1986, p. 57-66.
- Ursprung und Beginn der Revolutionskriege 1791 und 1792 (Origin and Beginning of the Revolutionary Wars 1791 and 1792, 1875)
- Weltgeschichte (História Universal, 1881-1888)

## Obras disponíveis na Internet
- Heródoto e Tucídides (Excerto do primeiro volume da História Universal)
- Deutsche Geschichte im Zeitalter der Reformation (History of the Reformation in Germany, 1845-1847)Google Book Search cf. Fraktur (typeface)
- Universal History: The Oldest Historical Group of Nations and the Greeks (1884)
- History of the Popes: Their Church and State (1901), Vol. 1 Vol. 2
- Englische Geschichte, vornehmlich im sechzehnten und siebzehnten Jahrhundert (A History of England Principally in the Seventeenth Century, 1859-1869) Tradução para o Ingles Volume Um Volume Dois Volume Três Volume Quatro Volume Cinco Volume Seis